# Johan Glysing Plesner
Johan Glysing Plesner (1703-1735) var en mand fra Kerteminde, Danmark søn af købmand Bendix Jens Plesner (d. 1708) gift med Anna Dorthe Bager (d. 1748), begge Kerteminde.
Johan Plesner kom til Skien i Norge ca. 1720, hvor han var købmand. Han var gift med Karen Cathrine Hind som var datter af rådmand Knud Pedersen Hind i Kerteminde. 
Fra Johan og Karen stammer en stor efterslægt med navnet Plesner og – via kvindeled – også med en lang række andre slægtsnavne. De var forældre til bl.a. Knud Plesner som var farmors far til digteren Henrik Ibsen og morfar til maleren August Cappelen. De var desuden fars forældre til fogeden Bendix Plesner (d. 1827) i Nedre Telemark og Bamble, som var morfar til Benedicte M. Wessel (d. 1904) gift med Didrik Cappelen.